# Buikpijn
Buikpijn, ook wel buikkrampen, is pijn in de buikregio, die begrensd wordt door de ribbenboog, middenrif, laterale randen van de rugstrekker, bekkenkam, liesband en schaambeenvoeg. Buikpijn is een zeer vaak voorkomende klacht en kan onschuldige tot ernstige oorzaken hebben. Vaak heeft men bij buikpijn last van de maag of de darmen, maar ook de buikspieren, de galblaas, de alvleesklier, de blindedarm, de blaas, de baarmoeder, de eierstokken, de eileiders, de urineleiders, het buikvlies, de lever, de milt en sommige grote bloedvaten kunnen aanleiding geven tot buikpijn.

## Soorten buikpijn
Er zijn verschillende soorten buikpijn. Medici delen de pijn meestal in naar aard (b.v. krampend, brandend, stekend, zeurend) en naar de plaats ervan in de buik:
- Pijn in het rechterbovenkwadrant (onder de ribbenboog en boven de navel): kan duiden op galstenen, galwegontsteking, hepatitis en andere aandoeningen van lever, galwegen en soms alvleesklier.
- Pijn rechts onder in de buik komt vooral van de dikke darm, de kronkeldarm en de blindedarm, bij vrouwen mogelijk ook de eierstok.
- Pijn midden onder doet denken aan de blaas en bij vrouwen aan de baarmoeder, indien deze pijn wordt veroorzaakt door menstruatie spreekt men liever van menstruatiepijn.
- Pijn links onder in de buik hangt meestal samen met de dikke darm, maar ook met eileiders of eierstokken.
- Pijn links boven past meer bij het colon, maar ook de milt is een mogelijke oorzaak.
- Pijn midden boven in de buik komt vaak van de maag af, maar kan door het pancreas worden veroorzaakt, pijn rond de navel kan wijzen op de dunne darm, maar wordt bij kinderen vaak gezien zonder aanwijsbare oorzaak.
- Pijn net onder de ribbenboog kan van de maag komen, en zelfs van het hart.
- Soms is de buikpijn gelokaliseerd in de buikwand zelf; er is dan sprake van abdominale intercostale neuralgie (ACNES). De pijn zit dan aan een van de zijkanten van de buik en is vaak met één vinger aan te wijzen.